# بالي قصر
بالي قصر (معناه القصر البالي؛ بالتركية: بالیكسر، Balıkesir) هي إحدى المدن التركية وعاصمة ولاية بالي قصر وتقع في جنوب بحر مرمرة، ويقع جزء من أراضيها في منطقة مرمرة، ويقع ساحلها في مرمرة وفي بحر إيجة. حيث يوجد في تركيا ستة محافظات مجاورة لبحرين، وتقع هذه المحافظة في شمال غرب الأناضول، وتحدها محافظات بورصة وكوتاهية في الشرق ومحافظات مانيسا وإزمير في الجنوب ومحافظة جناق قلعة في الغرب، وهي أيضاً مجاورة لجزيرة ميديلى (لسبوس) اليونانية لمنطقة أيوالك، وتحتوي على عشرين مقاطعة.
كانت محافظة بالي قصر والمعروفة بشكل عام في التاريخ باسم ميسيا أو قاراسي، تحت الحكم العثماني وحكم إمارة روما، وبيزنطية، وكذلك سلاجقة الروم بالأناضول وروما.
المصادر الرئيسة لسبل المعيشة فيها هي الزراعة وتربية الحيوانات، وتشتهر بالمنتجات الزراعية مثل البامية، واللوبيا، والبطيخ، والزيتون، وزيت الزيتون، وجبن القرع، بالإضافة إلى أنها مشهورة بالكثير من المدن الساحلية التي ظهرت في السياحة المحلية. وهناك منتجات محلية أيضاً معروفة مثل سجاد ياغجى، والكولونيا، والقشدة، والعنب، وتم العثور على مراكز قيادات أساسية للطائرات في محافظة بالي قصر والتي تعتبر أول قيادة للقوات التركية المسلحة والقوات الجوية.
فتحها العثمانيون عام 1345م، وفي عام 1897م دمر زلزال معظم المدينة.

## التاريخ
ظهرت في الأبحاث التي تمت حول الكثير من التلال والكهوف والمناطق السكنية الموجودة في بالي قصر أنه تم العيش على هذه الأراضي ما بين أعوام 8000-3000 قبل الميلاد، وقد تم العثور على بقايا من العصر الحجرى القديم والحديث والعصر النحاسي في كهوف (ان بوغاظ) الموجودة على بعد مسافة 8 كم لهفران، وتم العثور أيضا على بقايا ومناطق يعود تاريخها إلى العصر النحاسي في حفريات باباكوي (باش بينار)، وفي مقبرة يورتان، وفي تل جليدى على طريق أيوالك ديكيلى. تعتبر مدينة أجيروس (أشيروس) أول مدينة ذُكرت في هذه المنطقة. عقب انهيار دولة سلاجقة الأناضول، تم إنشاء إمارة قاراسى، وعقب ذلك استولت المنطقة على الدولة العثمانية.

## الرومانيين والبيزنطيين
عقب الدخول إلى سيادة روماميسيا، قام القنصل مانيوس اكويليس بإنشاء ولاية اسيا ذو صلة بروما في عام 133 قبل الميلاد، وارتبط جزء من ميسيا بهذه الولاية. استغل الرومانيون ميسيا عن طريق العبودية وضرائب طويلة المدى وأبقوهم تحت ضغوط كبيرة. كان نجاح هذه الحركة التي بدأها الملك بونتوس (ميتريدتس) لم تستغرق وقت طويل، وفي عام 85 قبل الميلاد دخلت المنطقة لإدارة روما مرة أخرى، وبسبب تأثير هجرة القوافل انقسمت إمبراطورية روما إلى اثنين (الشرق-الغرب) في عام 395 بعد الميلاد ودخلت ميسيا تحت سيادة إمبراطورية شرق روما أي البيزنطيين التي أُنشئت مجددا، وأثناء حصار إسطنبول في عام 675 بدأ العرب بالهجوم على ميسيا وتحركوا من سواحل سوريا في الحصار التانى لاسطانبول في اعوام 716-718 ; لكي ينهبوا مناطق برغاما وأدراميت.

## حرب الاستقلال
بعد الحرب العالمية الأولى قام اليونانيون باحتلال أزمير في 15 مايو/أيار 1919، ووصل هذا الخبر إلى بالي قصر اليوم التالي بواسطة رسالة تلغراف (برقية)، وقد تم اتخاذ قرار الاجتماع في (الاجا مسجيد) في محافظة بالي قصر يوم 17 مايو، وفي اليوم التالي تم تشكيل جمعية رفض إلحاق بالي قصر، وهي مكونة من 14 فرد تحت اشراف السيد وهبى (بولاق). وخرج الجيش اليونانى إلى أطراف أيوالك في 29 مايو/أيار 1919,، وتم تنظيم مؤتمرات بالي قصر الأولى والثانية وتأسيس قوات وطنية في المنطقة في تاريخ 26-31 من شهر يوليو و 16-22 من شهر أكتوبر، وفي 22 يونيو 1920 قام الجيش اليونانى بالهجوم على جبهة سوما أق حيصار ، وبعد تفكك وانفصال هذه الجبهة قام الجيش باحتلال مدينة بالي قصر وبيجاديتش في 30 يونيو 1920، وفي 6 أكتوبر 1922 أصبحت بالي قصر في يد الأتراك.

## الجغرافيا

حدود محافظة بالي قصر واللون الأحمر يوضح موقع العاصمة.

تقع أراضى بالي قصر والتي تبلغ مساحة سطحها 14,299 كيلو متر مربع، بين خطوط عرض الشمال 39,20 درجة مئوية وخطوط الطول الشرق 28,30 درجة مئوية، وهي مجاورة للمحافظة الموجودة في شمال غرب الأناضول، ومحافظات بورصة وكوتاهيا في الشرق، ومحافظات مانيسا وأزمير في الجنوب، ومحافظة جناق قلعة في الغرب. تقع بالي قصرعلى بعد 175كيلو متر من الجنوب في الناحية الشمالية وتقع على بعد 210كيلو متر من الغرب في الناحية الشرقية، ويقع الجزء الأكبر من هذه الأراضي في مرمرة، وتقع باقى الاجزاء في منطقة أجا، وتعتبر من المحافظات المجاورة لبحرين في تركيا والذي يقع ساحلها في بحر مرمرة وفي بحر أجا. وبالنسبة إلى نطاق الساحل في بحر أجا، فإنه يبلغ 115,5 كيلو متر ويبلغ 175 كيلو متر في بحر مرمرة.، يوجد أيضا 22 جزيرة معروفين بجزر أيفالك في بحر أجا ، وجزر معروفة أيضا بجزر مرمرة في بحر مرمرة. أما بالنسبة للسهول الرئيسة فهناك جزيرة جونان، وجزيرة مانياس، وجزيرة بالي قصر، وجزيرة الخليج; ومن البحيرات الهامة هناك بحيرة مانياس، وبحيرة طبق; ومن المياه الجارية هناك سوسورلوك، وجونان، وكوجا، وهفران، وسيماف، واتنوس، واوزومكو. وكما يوجد أراضى مسطحة للمحافظة يوجدأيضا مناطق جبلية. تعتبر قمة الجبل الأبيض (أكداغ) أعلى نقطة في المحافظة والتي تبلغ 2089 متر وتوجد في منطقة دورسون، ومن الجبال الهامة للمحافظة (الجبل الأسود، جبل ادينجك، جبل كابيغ داغ، جبل سولاريا، وجبل كالتابا، وتشاتل، وجبال الاتشام، وجبال مادرا، وجبل كاظ، وجبل هودل.). تغطي الغابات 31% من أراضي المحافظة، وتعتبر هذه القيمة تطابق 45% من أراضي المحافظة.
وبشكل عام يوجد ف الغابات أشجار كاراتشام، كيزلتشام، كاين، جورجن، ماشا، سويوت، الجن، تشينار، وزيتين، ويوجد أنواع مختلفة من الطيور في حديقة محمية الطيور الوطنية وفي حديقة كاز الوطنية، ويوجدأيضا أنواع مختلفة من الأسماك في ساحل كلا البحرين للمحافظة. يعتبر خشب التنوب من النباتات المستوطنة التي توجد ف المحميات.

## المناخ
مناخ بالي قصر متوسط، بارد وممطر شتاءً وحار وجاف صيفًا.
| البيانات المناخية لـ{{{location}}}                   | البيانات المناخية لـ{{{location}}} | البيانات المناخية لـ{{{location}}} | البيانات المناخية لـ{{{location}}} | البيانات المناخية لـ{{{location}}} | البيانات المناخية لـ{{{location}}} | البيانات المناخية لـ{{{location}}} | البيانات المناخية لـ{{{location}}} | البيانات المناخية لـ{{{location}}} | البيانات المناخية لـ{{{location}}} | البيانات المناخية لـ{{{location}}} | البيانات المناخية لـ{{{location}}} | البيانات المناخية لـ{{{location}}} | البيانات المناخية لـ{{{location}}} |
| الشهر                                                | يناير                              | فبراير                             | مارس                               | أبريل                              | مايو                               | يونيو                              | يوليو                              | أغسطس                              | سبتمبر                             | أكتوبر                             | نوفمبر                             | ديسمبر                             | المعدل السنوي                      |
| ---------------------------------------------------- | ---------------------------------- | ---------------------------------- | ---------------------------------- | ---------------------------------- | ---------------------------------- | ---------------------------------- | ---------------------------------- | ---------------------------------- | ---------------------------------- | ---------------------------------- | ---------------------------------- | ---------------------------------- | ---------------------------------- |
| الدرجة القصوى °م (°ف)                                | 23.5 (74.3)                        | 24.8 (76.6)                        | 29.8 (85.6)                        | 32.5 (90.5)                        | 37.4 (99.3)                        | 42.5 (108.5)                       | 43.2 (109.8)                       | 43.2 (109.8)                       | 40.3 (104.5)                       | 36.4 (97.5)                        | 29.0 (84.2)                        | 26.1 (79.0)                        | 43.2 (109.8)                       |
| متوسط درجة الحرارة الكبرى °م (°ف)                    | 8.9 (48.0)                         | 10.3 (50.5)                        | 13.9 (57.0)                        | 19.4 (66.9)                        | 24.5 (76.1)                        | 29.3 (84.7)                        | 31.1 (88.0)                        | 31.0 (87.8)                        | 27.5 (81.5)                        | 21.9 (71.4)                        | 15.4 (59.7)                        | 10.3 (50.5)                        | 20.3 (68.5)                        |
| المتوسط اليومي °م (°ف)                               | 4.8 (40.6)                         | 5.8 (42.4)                         | 8.4 (47.1)                         | 13.2 (55.8)                        | 17.9 (64.2)                        | 22.7 (72.9)                        | 24.8 (76.6)                        | 24.5 (76.1)                        | 20.6 (69.1)                        | 15.7 (60.3)                        | 10.1 (50.2)                        | 6.4 (43.5)                         | 14.6 (58.2)                        |
| متوسط درجة الحرارة الصغرى °م (°ف)                    | 1.1 (34.0)                         | 1.7 (35.1)                         | 3.4 (38.1)                         | 7.1 (44.8)                         | 10.9 (51.6)                        | 15.1 (59.2)                        | 17.8 (64.0)                        | 18.0 (64.4)                        | 14.1 (57.4)                        | 10.3 (50.5)                        | 5.5 (41.9)                         | 2.8 (37.0)                         | 9.0 (48.2)                         |
| أدنى درجة حرارة °م (°ف)                              | −10.2 (13.6)                       | −18.8 (−1.8)                       | −8.0 (17.6)                        | −4.0 (24.8)                        | 1.1 (34.0)                         | 5.0 (41.0)                         | 9.2 (48.6)                         | 9.6 (49.3)                         | 4.0 (39.2)                         | −1.6 (29.1)                        | −6.8 (19.8)                        | −10.1 (13.8)                       | −18.8 (−1.8)                       |
| الهطول مم (إنش)                                      | 68.8 (2.71)                        | 63.8 (2.51)                        | 57.2 (2.25)                        | 50.4 (1.98)                        | 42.0 (1.65)                        | 20.4 (0.80)                        | 9.6 (0.38)                         | 6.5 (0.26)                         | 22.4 (0.88)                        | 46.6 (1.83)                        | 81.5 (3.21)                        | 88.2 (3.47)                        | 557.4 (21.93)                      |
| متوسط الأيام الممطرة                                 | 13.4                               | 11.8                               | 11.0                               | 9.5                                | 7.5                                | 4.7                                | 2.4                                | 2.4                                | 4.1                                | 7.2                                | 9.8                                | 13.4                               | 97.2                               |
| متوسط الرطوبة النسبية (%)                            | 78                                 | 76                                 | 74                                 | 69                                 | 69                                 | 63                                 | 60                                 | 60                                 | 61                                 | 68                                 | 75                                 | 80                                 | 69                                 |
| ساعات سطوع الشمس الشهرية                             | 89.9                               | 98.0                               | 145.7                              | 186.0                              | 266.6                              | 324.0                              | 353.4                              | 331.7                              | 258.0                              | 186.0                              | 120.0                              | 77.5                               | 2٬436٫8                            |
| المصدر #1: Devlet Meteoroloji İşleri Genel Müdürlüğü |                                    |                                    |                                    |                                    |                                    |                                    |                                    |                                    |                                    |                                    |                                    |                                    |                                    |
| المصدر #2: Weatherbase                               |                                    |                                    |                                    |                                    |                                    |                                    |                                    |                                    |                                    |                                    |                                    |                                    |                                    |

## الاقتصاد
يتم زراعة الزيتون والكروم في المناطق الساحلية لبالي قصر، وتطورت الصناعة أيضا. أما في المناطق الداخلية فهناك تتم الزراعة وتربية الحيوانات، والغابات، والتعدين. لقد تم اختيار المحافظة كنموذج نمو متوازن بدلا من نموذج نمو ذى مركز (قاعدة) واحدة، وشملت مقاطعات لتنفيذ هذه التنمية. يوجد في المحافظة 16 شركة معروفة بنمر الاناضول، وتوجد 467 مؤسسة تم تسجيلهم في سجل الصناعة وفقا لاحصائات عام 2003. يبلغ حجم التجارة الداخلية والخارجية للمحافظة 486,313,997,254,096 جنيه، ويبلغ معدل الصادرات 80,699,902 جنيه، ويبلغ معدل الواردات 147,567,184 جنيه. تعتبر بالي قصر من المحافظات التي تمتلك الكثير من ممتلكات الدولة، إذ أن 40,77% من المحافظة يعتبر من ممتلكات الحكومة. تُعد هذه المحافظة من المحافظات المتقدمة في تركيا، وتمتلك 1,5% حصة داخل النتاج المحلى الإجمالى لتركيا وفقا لضرائب عام 2001، وتُعد من 13 أكبر دولة اقتصادية في ترتيب المحافظات. كان إجمال الناتج المحلى لعام 2000، 2,429,091,750 جنيه; أما الدخل المحلى للفرد فكان 2005 دولار.

## معدل الناتج المحلي الإجمالي لبالي قصر في معظم المحافظات
| المنطقة    | المعدل |
| ---------- | ------ |
| بالي قصر   | 24,12  |
| باندرما    | 13,98  |
| جونان      | 12,68  |
| ادراميت    | 6,76   |
| مانياس     | 5,58   |
| ايفالق     | 4,82   |
| بيجاديتش   | 4,61   |
| ايفرندى    | 3,79   |
| سوسورلوك   | 3,49   |
| دورسون بى  | 2,96   |
| سندرجى     | 2,82   |
| بورهانيا   | 2,77   |
| كيب سوت    | 2,51   |
| باليا      | 2,38   |
| ارداك      | 2,10   |
| هافران     | 1,75   |
| سافاش تابا | 1,36   |
| مرمرة      | 0,84   |
| جوماتش     | 0,70   |
| المجموع    | 100,00 |

## الصناعة
تبلغ حصة الأعمال الصناعية في المحافظة 51 %، وعلى الرغم من أن معدل الصناعة أعلى من معدل الزراعة إلا أن هذا الرقم أعلى بكثير في المحافظات الأخرى. يوجد أربع مناطق صناعية منظمة في حدود المحافظات تم تسجيلهم في السجل الصناعي. وبسبب كون الزراعة المصدر الرئيسي للعيش في المحافظة; فقد تطورت الصناعة القائمة عليها (المعتمدة عليها)، وأصبحت مسيطرة في المناطق الداخلية للمحافظة، بالإضافة إلى أنه تم صناعة السكر والدقيق والأعلاف والمسبوكات والأدوات الزراعية والألات والمحولات والإضاءة الفلوسنت والمنسوجات القطنية والورق والاثاث والمعدات الكهربية. توجد منتجات المعلبات والصابون وشاي الأعشاب وزيت الزيتون بشكل شائع ومتوفرة في منطقة الخليج، وفي منطقة باندرما، أيضا تطورت وتحسنت المواد الكيمائية والنبيذ وصناعة الأسمدة، وتطورت صناعة الأخشاب في منطقة دروسون، وتم تطوير قطاع صناعة الكولونيا. أما الصناعات التحويلية فهى تشكل 17% من مجموع الناتج المحلي الإجمالى، ويوجد كمية كبيرة من السجاد في مناطق صندرجى وبيجادتش. وفقا لبيانات معهد الإحصاء بتركيا عام 2001، فإن عدد المصانع التي تُوظف أكثر من عشر عاملين تبلغ 104 مصنع، ويعمل هناك 14 ألف عامل، ويتم استهلاك معظم المنتجات الموجودة في بالي قصر والموجود بها ثماني غرف تجارية وخمس بورصة تجارية، ويتم تصدير جزء من المنتجات من ميناء باندرما، وهناك 50 نوع مختلف من المنتجات في الصادرات و 32 نوع مختلف أيضا في الاستيرادات مثل الرخام، والتعدين، والمواد الغذائية، والحقيبة الاصطناعية، والسيارات الكهربائية، والمواد الكيمائية. إن ميناء باندرما الذي يعتبر مركز التجارة الخارجى للمحافظة، حقق 90 % من الصادرات والاستيرادات لبالي قصر.

## السياحة

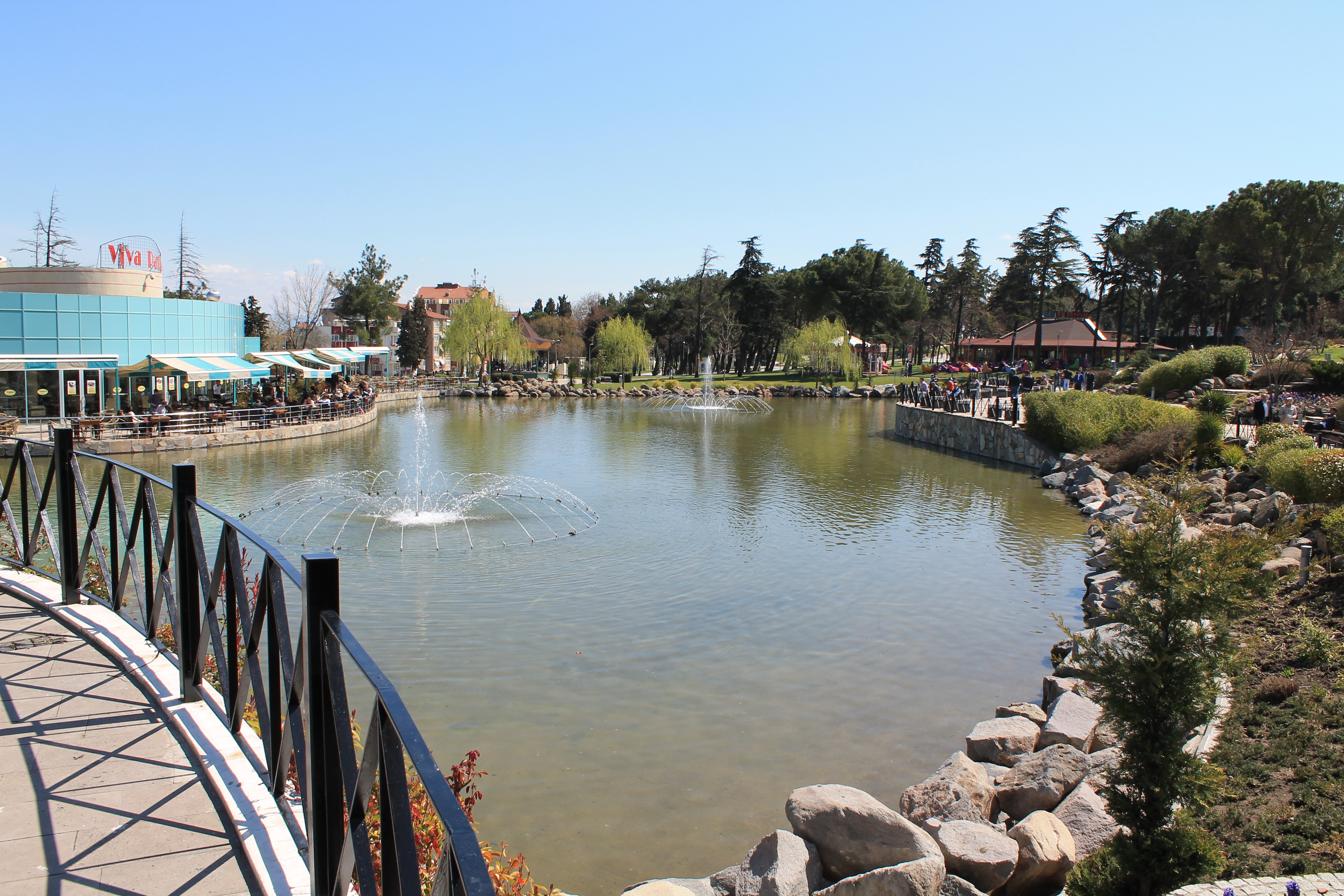
حديقة أتاتورك أحد معالم بالي قصر

تم تطوير السياحة البحرية في بالي قصر، وتعتبر الجزر والمناطق الساحلية الموجودة في مرمرة وأج، هي مراكز سياحية رئيسة، ويوجد العديد من الشواطئ والفنادق هناك ، وبذلك أصبحت المحافظة مدينة سياحية رئيسة في تركيا في عام 1970.
ترتكز المنتجعات السياحية الموجودة في بالي قصر على السياحة الداخلية بشكل عام. وعلى الرغم أن المحافظة تفتقد السياحة في فصل الشتاء إلا أنه توجد السياحة المنتجعية هناك، ويوجد منتجعات في مناطق جونان، وأدراميت، ومانياس، وسوسورلوك، وبيجاديتش وسيندرجى، وأيضا توجد منتجعات في مدينة باموكشو. وتمتد مدة السياحة الموجودة في المحافظة من خلال هذه المنتجعات. وهناك أعمال تاريخية مختلفة والتي تعتبر مساهمة للسياحة في المحافظة مثل المساجد والكنائس والآثار الباقية. تعد كثافة الاوكسجين في منطقة كاز عالية ، وتُقام الكثير من المناسبات والحفلات في المحافظة وهناك رياضات في المناطق الجبلية، وأيضا أنشطة مثل الإبحار بالزوارق الشراعية في المناطق الساحلية، ويتم الصيد في وسط تشانجل أوغلو الموجودة في المركز، وفي وسط كاز وشاهين داراسي الموجودة في ايفالك وادراميت، هناك أندية في المحافظة تختص بالصيد، وكذلك 178 منطقة أثرية في المحافظة. إن المواقع الأثرية مثل ادرام، وانتاندروس، وكيزي كوس هي مواقع أثرية هامة للسياحة، ويوجد هنالك عشرة متاحف داخل حدود المحافظة، من بينهم متحفين مرتبطين بمديرية متحف بالي قصر ، ويوجد متحف للصور الفوتوغرافية يُسمى بالمتحف الوطنى للصور الفوتوغرافية، ويُمكن الحصول على الكثير من الموارد التي تتعلق بالمحافظة في الأرشيف الواقع في متحف الفنون المعاصرة لإربيل.

## الثقافة

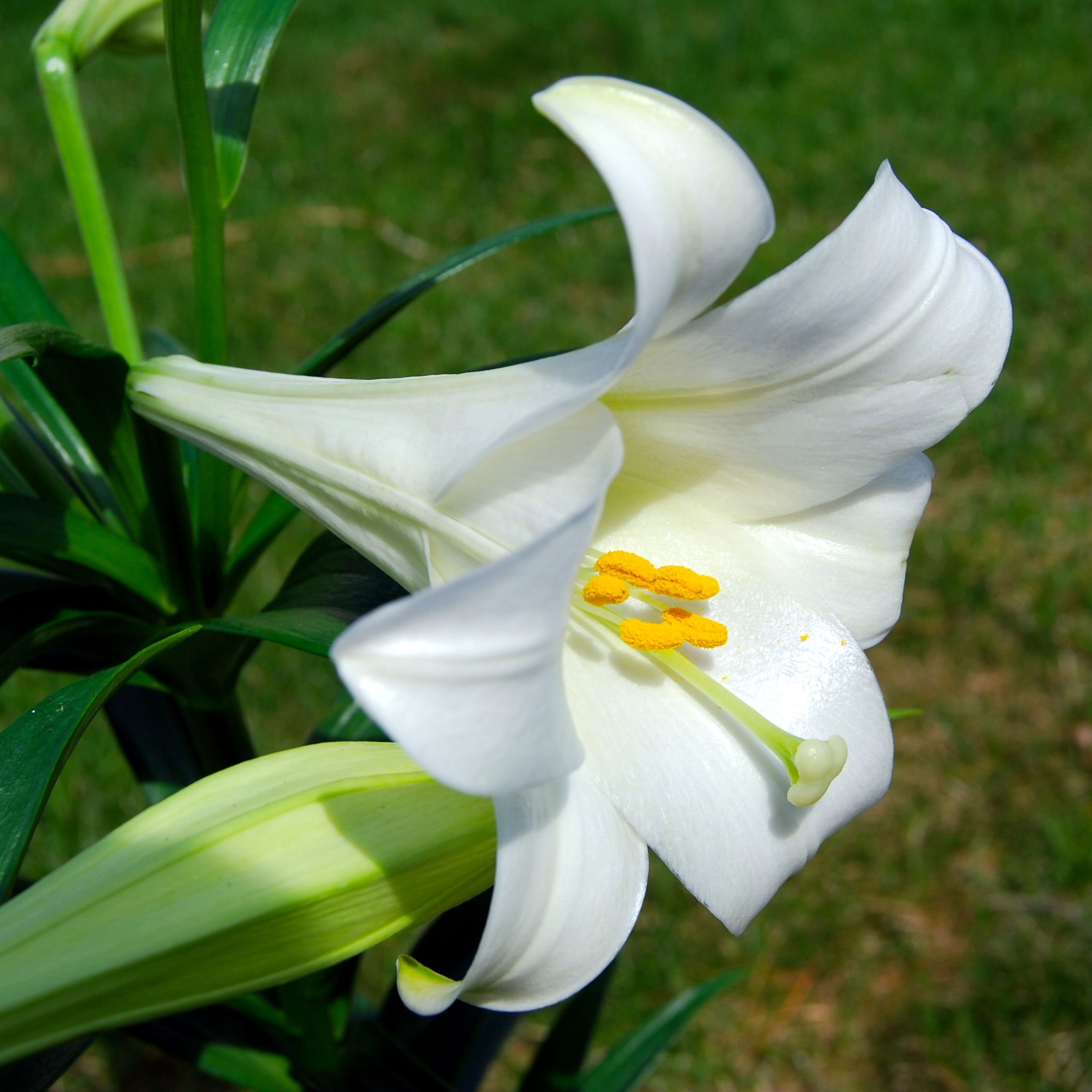
زهرة الزنبق رمز المدينة

الغالبية من سكان بالي قصر يعتنقون الدين الإسلامي، والجزء الآخر منهم ذو معتقد العلويين الاتراك; ولهذا السبب يوجد بيوت الجمع بجانب وجود المساجد. وفقا للدراسات الأخيرة، فإنه يوجد 1595 مسجد في المحافظة، وفي عام 1995 أصبح هذا العدد 1513 ، ويوجد أيضا كنائس تاريخية. ويعتبر يوم هيدراليز من المعتقدات الهامة الموجودة في المحافظة، ويتم الاحتفال به يوم 6 مايو; حيث يتم إشعال النيران قبل هذا يوم، ويتم توزيع الخير في القرى في أيام مختلفة من الربيع ويُقرأ دعاء المطر في بعض هذه الأعمال الحسنة. إن الايمان بوجود القبور التي يُدفن فيها ولي صالح لها مكانة هامة في الحياة الثقافية، وتوجد الكثير من هذه القبور في المدن الكبرى والصغرى والقرى. وهذه القبور التي تُذكر بأسماء الجد أو الأب، كان يُـدفن فيها رجال العلم والدولة، وأهل الدين والتصوف، والشهداء، وشعراء آلة القصبة، والمنشدين، ومؤسسي المهن، وقطّاع الطرق، وأبطال الملحمة، وكان الشعب يقوم بزيارة هذه القبور، وتم إجراء تطبيقات وتنفيذات بشكل مرتبط بالعقائد المختلفة. ويعتبر حسن بابا وساريكز من أشهر القديسين الموجودين في المحافظة ويتم تنفيذ تطبيقات مختلفة في حفلات الزفاف خاصة حفلات زفات القرى، وتتم حفلات الزفاف ليس فقط في القرى ولكن أيضا في المدن الكبيرة والصغيرة، ولا تتم بين العيدين طبقا لمعتقدات القدماء، وفي حالة إتمامها بين العيدين، يُعتقد أنه لا توجد سبل معيشة.

## الخدمات البلدية

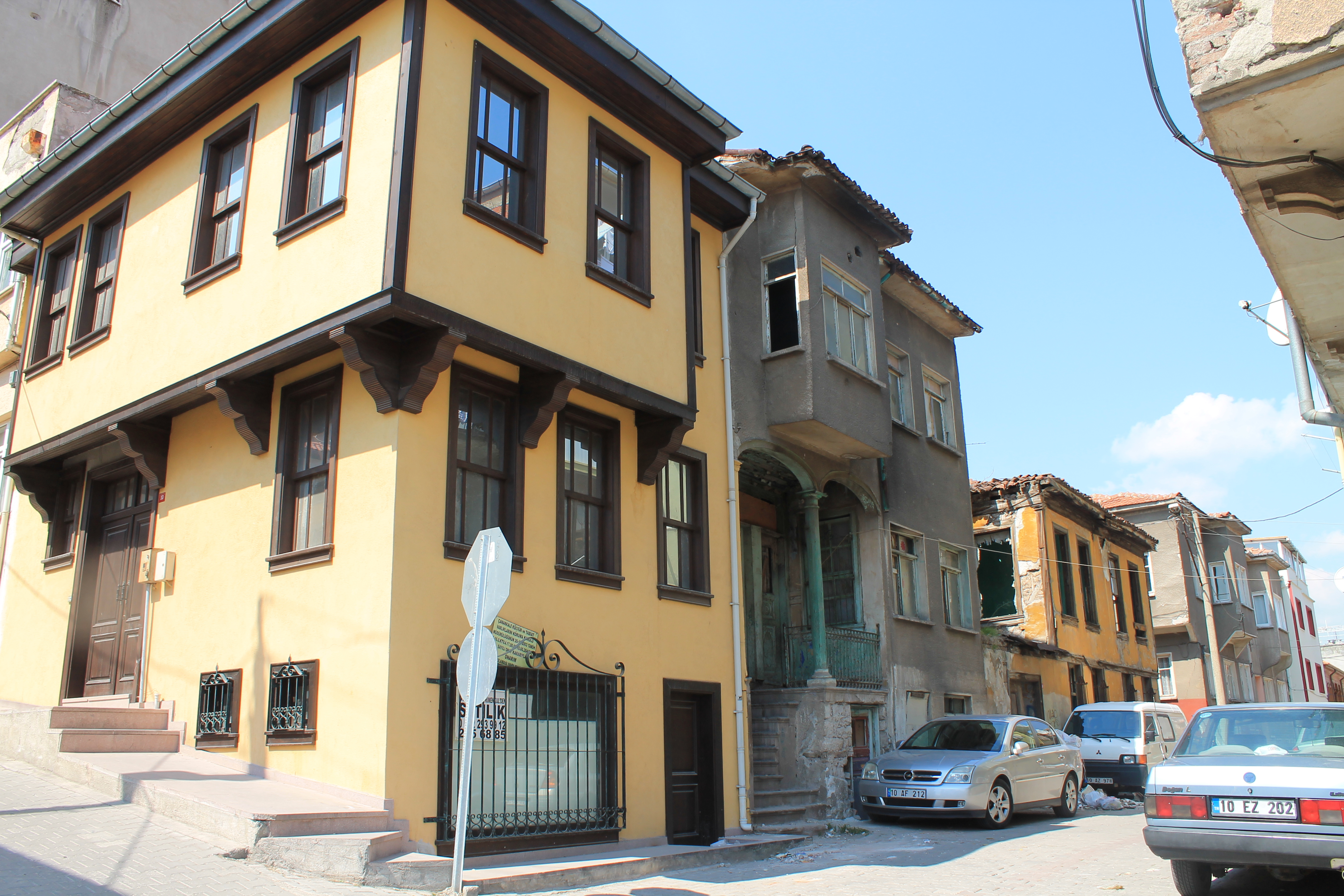
مباني سكنية في بالي قصر

تقوم بلدية العاصمة بجميع الخدمات للمحافظة بأكلمها، ويتم تنفيذ الخدمات المحلية الموجودة في الخارج، والخدمات التي تم تنفيذها في شركات القطاع الخاص والإدارات التي تتعلق بالعاصمة، ويعتبر أحمد أديب رئيس بلدية العاصمة.

## الصحة
يوجد 21 مستشفى حكومية  وثلاثة مستشفيات خاصة في العاصمة. يوجد 366 صيدلية  و 132 مركز صحى ، بالإضافة إلى أنه توجد كلية الطب في جامعة بالي قصر.

## وسائل الاعلام
تعتبر جريدة قاراسى أول صحيفة في بالي قصر. حيث صدرت ووزعت هذه الجريدة والتي كُتبت بالحروف العربية، يوم الأربعاء 5 مارس 1886، وانتهى إصدارها عام 1888. وتعد مجلة الرغبة أول مجلة فنية نُشرت في المحافظة في يوم 15 مارس 1923. ولقد قام تلفاز اذاعة قاراسي ببث محلي حاليا، وكذلك تطورت الصحافة المحلية. وهناك ثلاث منظمات مهنية تتعلق بالصحافة المحلية: جمعية الصحفيين في محافظة بالي قصر، ومجلة صحفيين بالي قصر، ومجلة صحفيين جنوب مرمرة.

## الصحف المحلية
بالي قصر: الخبر الجديد، منطقة مرمرة، اكسبريس، السياسة، الديمقراطية، الوحدة، نقابة الصحفيين، الحديث الجديد، الجريدة الجديدة، بريد بالي قصر. ايفالق: هورساس، المتحدث
. باندرما: الخبر الأول، بانساس، علم الشباب، الحياة في جنوب مرمرة، الكلمة الاخيرة.
. بيجاديتش: صوت الشعب، بيجاديتش
. بورهانيا: ديمقراطية الخليج
. دورسون بى: الهيمنة، بالاط
. ادراميت: الاحداث في الخليج، نجمة الخليج، الخليج الماضى، جدول اجا
. ارداك: ارداك الجديدة، ميلاد ارداك
. ايفريندى: ايفريندى
. هفران: اسطورة، النصر
. مانياس: صوت مانياس
جونين: بريد الجونين، الميدان، الجدول سوسورلوك: الاخوان، 5 سبتمبر
سن درجى: أعمال سن درجى، اخبار سن درجى

## محطات الراديو
بالي قصر: راديو 10، كاراسى اف ام، راديو بى ار تى، راديو سف، بنغا اف ام، الترا اف ام، تيمبو اف ام، تشامليجا اف ام، اوميغا اف ام
. باندرما: فينوس، اوزلام اف ام، بى ار تى، اتاش اف ام
. بورهانيا: بورهانيا اف ام، كامر اف ام، ساحل اف ام
. ادراميت: خليج اف ام، راديو اكباست، راديو اجام
. ارداك: مرمرة اف ام
. جونين: جونين مجا اف ام، فينوس اف ام، راديو الحرارى

## وسائل المواصلات
المسافة بين بالي قصر وباقي المدن التركية
| المدينة المسافة أنقرة 530 km إسطنبول 390 km بورصة 151 km إزمير 173 km أنطاليا 510 km أضنة 894 km جنق قلعة 207 km مانيسا 137 km كوتاهيا 221 km طرابزون 1232 km |         |
| المدينة | المسافة |
| أنقرة | 530 km  |
| إسطنبول | 390 km  |
| بورصة | 151 km  |
| إزمير | 173 km  |
| أنطاليا | 510 km  |
| أضنة | 894 km  |
| جنق قلعة | 207 km  |
| مانيسا | 137 km  |
| كوتاهيا | 221 km  |
| طرابزون | 1232 km |

## معرض صور

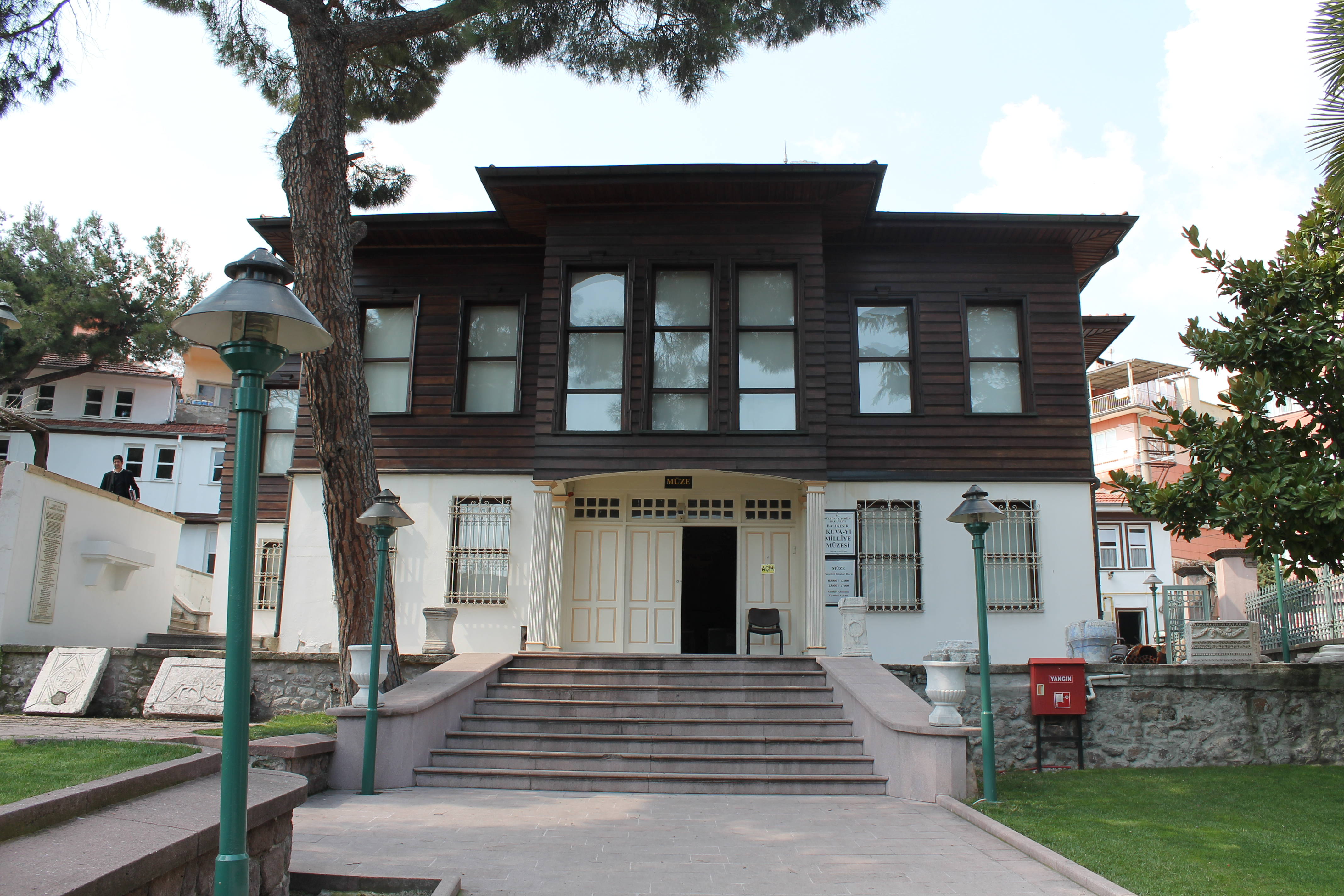
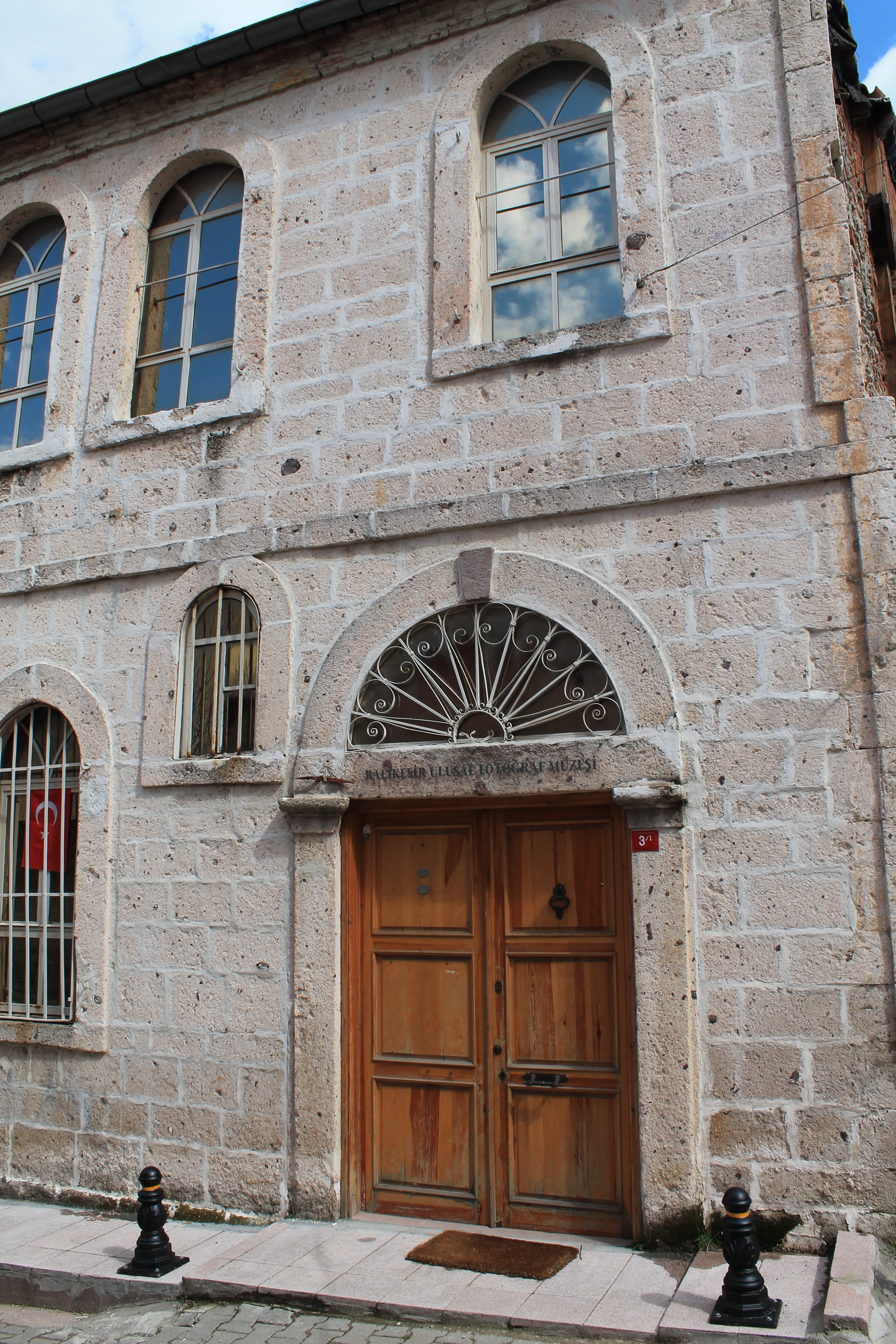
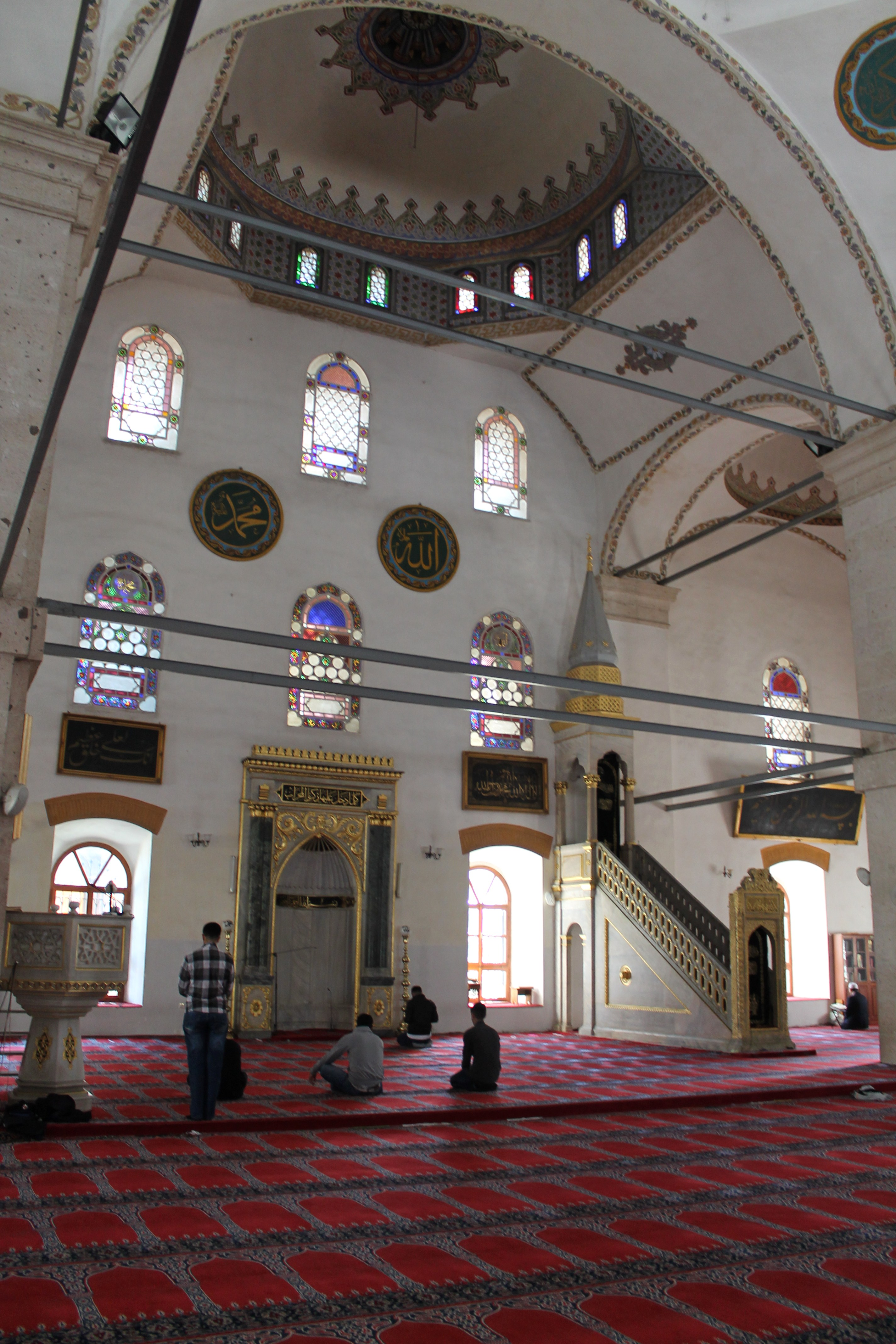
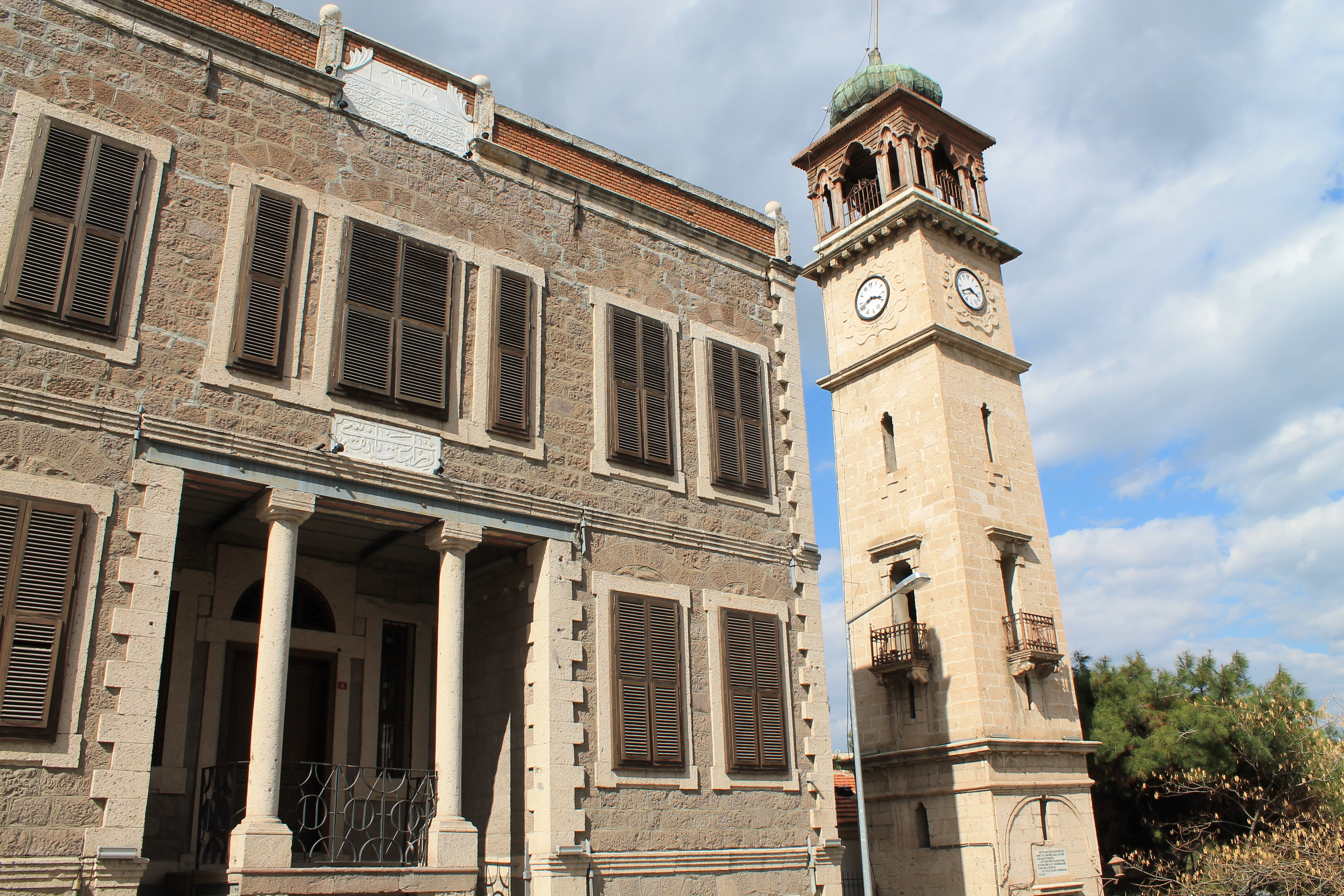